# Pseudeusemia deannulata
Pseudeusemia deannulata är en fjärilsart som beskrevs av Louis Beethoven Prout 1924. Pseudeusemia deannulata ingår i släktet Pseudeusemia och familjen mätare. Inga underarter finns listade i Catalogue of Life.